# Orlov (Stará Ľubovňa)
Orlov es un municipio del distrito de Stará Ľubovňa en la región de Prešov, Eslovaquia, con una población estimada a final del año 2024 de 600 habitantes.
Se encuentra ubicado al noroeste de la región, cerca del río Poprad (cuenca hidrográfica del río Vístula) y de la frontera con  Polonia.

## Demografía
| Año        | 1994 | 2004    | 2014     | 2024    |
| ---------- | ---- | ------- | -------- | ------- |
| Población  | 798  | 763     | 646      | 600     |
| Diferencia |      | −4,38 % | −15,33 % | −7,12 % |

| Año        | 2023 | 2024    |
| ---------- | ---- | ------- |
| Población  | 598  | 600     |
| Diferencia |      | +0,33 % |